# Laurent Garnier

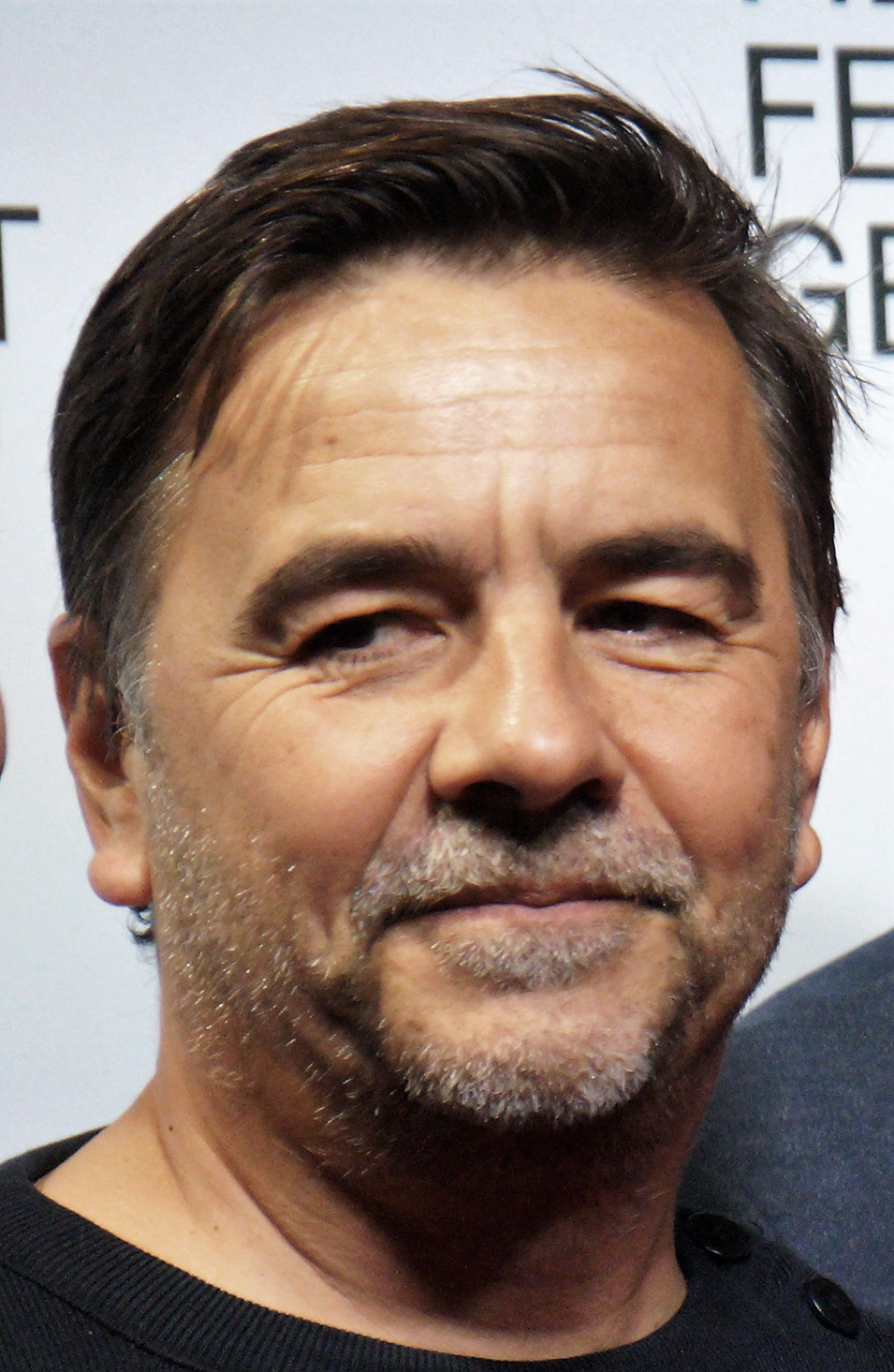
Laurent Garnier (2021)

Laurent Garnier (* 1. Februar 1966 in Boulogne-Billancourt, Frankreich) ist ein französischer Technoproduzent und DJ.

## Leben
Garnier machte zunächst eine Ausbildung zum Hotelfachmann und arbeitete unter anderem in Manchester, wo er während der 1980er Jahre den Hype um das Genre des Acid House miterlebte und seine Tätigkeit als DJ begann. Als DJ des Clubs The Haçienda in Manchester war Garnier in den späten 1980ern und zu Beginn der 1990er Wegbereiter der so genannten Madchester-Szene.
Seit Mitte der 1990er setzt Garnier Schwerpunkte seiner Arbeit als Musikproduzent und mit der Veröffentlichung von Studioalben im House-Genre. Neben Éric Morand ist er Gründer des Labels F Communications. Garnier ist weiterhin der Autor eines Buches, welches sich mit der Geschichte der elektronischen Musik und seiner Tätigkeit als DJ beschäftigt.

## Diskografie (Auszug)

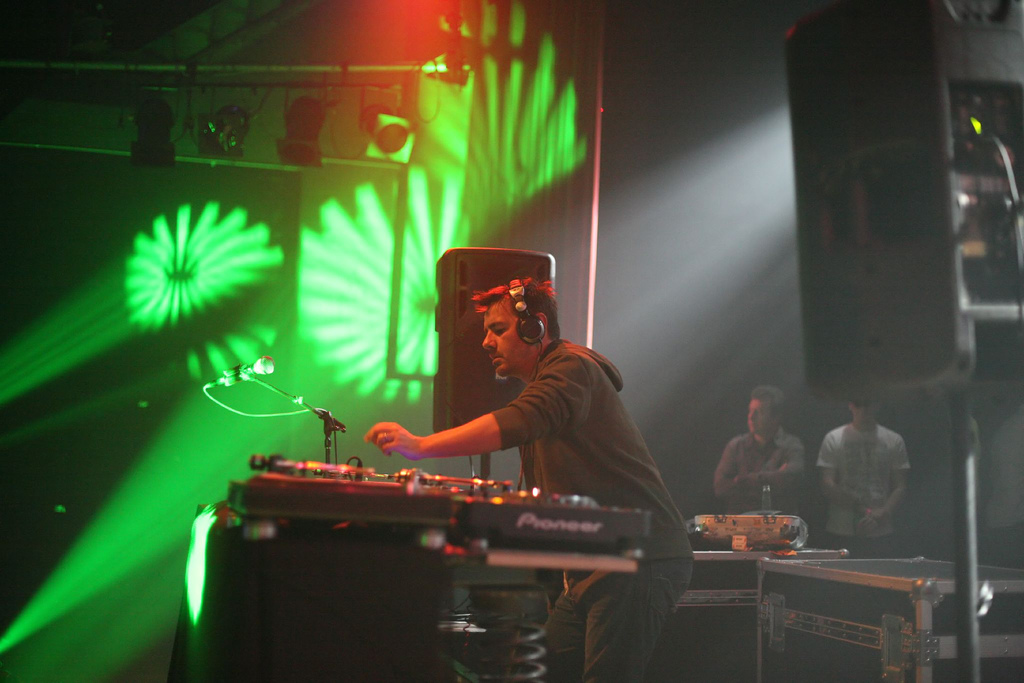
Garnier, 2007

### Alben
- 1994: Shot in the Dark (F Communications)
- 1997: 30 (F Communications)
- 2000: Unreasonable Behaviour (F Communications)
- 2001: EarlyWorks (Compilation) (Arcade Music Company)
- 2005: The Cloud Making Machine (F Communications)
- 2006: Retrospective 1994–2006 (F Communications)
- 2009: Tales of a Kleptomaniac (PIAS Recordings)
- 2015: La home box (PIAS)
- 2021: De película (Limiñanas / Garnier; Because Music)
- 2023: 33 tours et puis s’en vont (Cod3 Qr (Alive))

### Singles und EPs
- 1991: French Connection (mit Mix Master Doody) – Who cares (Creed records)
- 1992: Laurent Garnier – Join hands remixes (Fnac Music Dance Division)
- 1993: French Connection (mit Mix Master Doody) – As French Connection (Fnac Music Dance Division)
- 1993: Laurent Garnier – Stronger by design EP (Fnac Music Dance Division)
- 1993: Choice – Paris EP (Fnac Music Dance Division)
- 1993: Laurent Garnier – A bout de souffle EP (Fnac Music Dance Division)
- 1993: Laurent Garnier – For house music lovers (Fnac Music Dance Division)
- 1993: Alaska – Lost in Alaska (Fnac Music Dance Division)
- 1993: Laurent Garnier – Planet House EP (Fnac Music Dance Division)
- 1994: Dune (mit Pascal FEOS) – Alliance EP (F Communications)
- 1994: Laurent Garnier – Astral Dreams (F Communications)
- 1995: Alaska – Deuxième EP (F Communications)
- 1995: Laurent Garnier – Club Traxx EP (F Communications)
- 1996: Laurent Garnier – The Hoe (F Communications)
- 1997: Laurent Garnier – Crispy Bacon part 1 (F Communications)
- 1997: Laurent Garnier – Crispy Bacon part 2 (F Communications)
- 1997: Laurent Garnier – Flashback (F Communications)
- 1998: Laurent Garnier – Coloured city (F Communications)
- 1998: Laurent Garnier – Club traxx EP vol 2 (F Communications)
- 1999: Laurent Garnier – The sound of the big babou (F Communications)
- 2000: Laurent Garnier – The man with the red face (F Communications)
- 2000: Laurent Garnier – Greed (F Communications)
- 2000: Laurent Garnier – Greed world wide remixes (F Communications)
- 2002: Laurent Garnier – Sambou (F Communications)
- 2003: Alaska – Returning back to Sirius (F Communications)
- 2004: Marl Chingus (mit Ludovic Llorca) – 6 month earlier (F Communications)
- 2005: Laurent Garnier – The cloud making machine reworks vol 1 & 2 (F Communications)
- 2008: Laurent Garnier – Back to My Roots EP (Innervisions)

### Videoalben
- Greed – DVD single – F Communications, Film Office, TDK Mediactive, 2001
- Live à l’Elysée Montmartre – F communications, 2002

### Mix-Kompilationen
- 1994: X-Mix – Destination Planet Dream (Studio !K7)
- 1995: Mixmag Live vol 19
- 1996: Laboratoire Mix (2 CD) (React)
- 1998: Early Works (2 CD)

## Schriften
- mit David Brun-Lambert: Elektroschock. Hannibal Verlag, Höfen 2005, ISBN 978-3-85445-252-2 (Originalausgabe: Electrochoc)